# Confucianesimo coreano

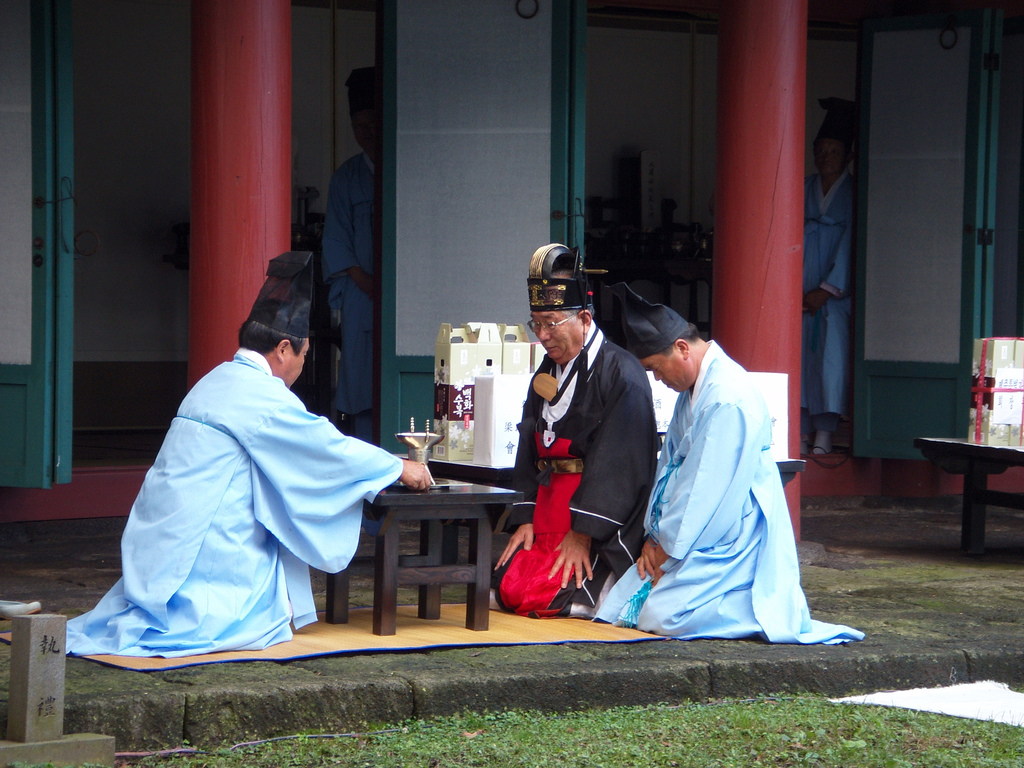
Chugyedaeje, una cerimonia rituale confuciana in autunno a Jeju, Corea del Sud.

Il confucianesimo coreano è la forma di confucianesimo sviluppata in Corea. Una delle più sostanziali influenze nella storia intellettuale coreana fu infatti l'introduzione del pensiero confuciano come parte dello scambio culturale dalla Cina. Oggi il lascito del confucianesimo rimane una parte fondamentale della società coreana, plasmando il sistema morale, il modo di vita, le relazioni sociali tra vecchi e giovani, la cultura elevata, ed è la base di gran parte del sistema legale. Il confucianesimo in Corea è a volte considerato un modo pragmatico di tenere insieme una nazione senza le guerre civili ed il dissenso interno che era stato ereditato dalla dinastia Goryeo e ancora prima.

## Il confucianesimo nel periodo dei Tre Regni
A causa della sua collocazione geografica, la Corea è stata a lungo influenzata dalla Cina, il grande vicino dell'ovest. L'influenza del buddhismo nel sistema educativo, morale e politico coreano fu la prima grande importazione intellettuale; il confucianesimo arrivò dalla Cina in Corea nel periodo dei Tre Regni insieme all'insegnamento buddhista.
Il Regno di Goguryeo introdusse la cultura cinese ed il confucianesimo, ma mantenne inizialmente le proprie usanze e tradizioni. Il Regno di Baekje, d'altro canto, adottò interamente il confucianesimo, che plasmò il sistema amministrativo, la cultura e le arti. Silla fu l'ultimo regno ad accettare lo stile di vita confuciano ai più alti livelli dell'amministrazione.

## Il confucianesimo sotto la dinastia Goryeo
Sotto la dinastia Goryeo, il confucianesimo si diffuse in modo particolare nel sistema amministrativo ed educativo, grazie all'opera di due sovrani, Gwangjong e Seongjong. Il primo creò gli esami nazionali del servizio statale, sul modello degli esami imperiali cinesi, favorendo quindi lo sviluppo di una casta di funzionari dell'amministrazione statale fortemente permeati di cultura cinese e confuciana. Re Seongjong fondò nel 992 il Gukjagam, la più alta istituzione educativa della dinastia Goryeo, che divenne a sua volta uno dei più importanti veicoli di trasmissione del pensiero confuciano. Nel 1304, il Gukjagam fu rinominato Seonggyungwan e nel 1367 fu trasferito nel sito di Sungmoon-Gwan durante il regno di re Gongmin, verso la fine della dinastia Goreyo. Il Seonggyungwan era un'accademia con insegnamenti di ispirazione confuciana, volta essenzialmente alla formazione dei futuri funzionari statali, e che avrebbe conosciuto un ulteriore importante sviluppo a partire dalla successiva dinastia Joseon.
In larga misura, alla fine della dinastia Goryeo due figure ebbero un'influenza duratura sullo sviluppo del confucianesimo coreano: Jeong Dojeon (1324–1398) ed il monaco Gihwa (1376–1433), che testimoniarono il grande dibattito che accompagnò la transizione dal buddhismo al neoconfucianesimo. Jeong, nel suo Bulssi japbyeon o "Serie di critiche del buddhismo" riassunse le critiche al buddhismo Seon condotte da Hanyu, dai fratelli Cheng e da Zhu Xi. Gihwa rispose con il suo Hyeonjeongnon o "Esposizione di ciò che è corretto", un'educata difesa del buddhismo, ma al tempo stesso un aggressivo rimprovero ai tentennamenti neo-confuciani tra ideale ed azione. (I testi sono citati alla fine nella sezione dei collegamenti esterni.)

## Il neoconfucianesimo sotto la dinastia Joseon

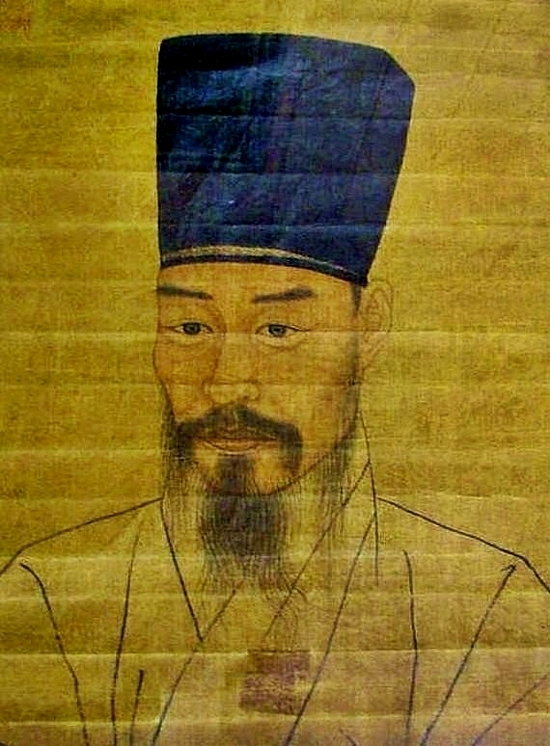
Ritratto di Jo Gwang-jo

Con il neoconfucianesimo della dinastia Joseon, o seongnihak, vi fu un incoraggiamento ancora maggiore delle idee e degli ideali confuciani come chung o "lealtà", hyo o "pietà filiale", in o "benevolenza", e sin o "fiducia".
Durante la dinastia Joseon, dal 1392 in poi, il confucianesimo costituì il sistema primario di fede tra le classi colte yangban e tra i generali. I Coreani storicamente hanno sempre mostrato un atteggiamento aperto e spontaneo nei confronti delle religioni ed hanno mantenuto una sovrapposizione fra tutte le religioni. Così ad esempio i generali della famiglia Yi frenarono il buddhismo, mantennero lo sciamanesimo nelle aree rurali, ma incoraggiarono l'uso del confucianesimo nell'amministrazione e nella regolamentazione sociale, oltre ad integrare molto rapidamente una società civilizzata sui modelli burocratici cinesi per aumentare il trasferimento culturale dalla Cina.
Furono costruite scuole confuciane coreane, che avevano tutte eruditi insegnanti stranieri, grandi biblioteche, il patrocinio di artigiani ed artisti ed un corso di studi basato su ideali confuciani. Così all'epoca di re Sejong (che governò nel 1418–1450), tutte le branche del sapere erano radicate in questa forma di pensiero, anche se fuori dai principali centri politici si consentiva ancora lo sviluppo di rami del buddhismo coreano come forma di tolleranza verso altri tipi di culto. Gli studi confuciani in Corea comprendevano dalle 13 alle 15 opere principali, con un esteso commento esegetico, che non può essere approfondito in questa sede.
Il confucianesimo nella Corea dei Joseon fiorì molto probabilmente nel XVI secolo, sotto la guida dei due più eminenti studiosi confuciani del paese. Yi Hwang (1501–1570) e Yi I (1536–1584), che sono spesso citati con i loro pseudonimi Toe gye e Yul gok, sono oggi commemorati rispettivamente sulle banconote sudcoreane da 1.000 e 5.000 won e nei nomi delle principali arterie del centro di Seul.
Poiché la dinastia Joseon durò più di cinque secoli, una divisione approssimativa dell'avanzamento del confucianesimo coreano è la seguente:
- primo secolo: confucianizzazione dell'amministrazione governativa
- secondo secolo: età d'oro dei filosofi confuciani
- terzo secolo: sviluppo del sistema patrilineare basato sul potere esercitato dal figlio maggiore
- quanto secolo: misticismo confuciano e ricerca delle qualità di saggezza nelle classi dominanti
- quinto secolo: il sistema confuciano crolla dinanzi agli scontri con l'Occidente, al crollo della dinastia Qing e alle invasioni giapponesi; il confucianesimo entra in clandestinità, in attesa di una reviviscenza nel periodo repubblicano del sesto secolo.

A cominciare dalla fine del XVII secolo, alcuni confuciani iniziarono a reagire alla natura metafisica del neoconfucianesimo. Questi studiosi sostennero riforme sociali più concrete, in un movimento noto come Silhak.

## Società contemporanea e confucianesimo
Oggi, il panorama delle scuole, dei templi, dei luoghi di culto ancestrale e degli studi confuciani sono stati ridotti ai minimi termini, se non messi da parte come manufatti storici meritevoli solo dell'attenzione di turisti, studiosi o di una distratta conservazione. Tuttavia, i valori confuciani presumibilmente hanno ancora un'immensa influenza sulla psiche del popolo coreano. Inoltre, il confucianesimo non è considerato necessariamente come una religione, permettendo ad uno di essere taoista, cristiano, musulmano, scintoista o buddhista e di professare ancora credenze confuciane.
Forti elementi di pensiero confuciano esistono ancora nelle gerarchie amministrative ed organizzative di tutti i giorni, ma le situazioni ed i servizi che li portarono in essere sono scomparsi. Con la rimozione del confucianesimo dai programmi scolastici e dalla vita quotidiana, il senso della perdita di una parte essenziale della storia coreana condusse, alla fine degli anni 1990, ad una rinascita del confucianesimo. Anche gli studiosi stranieri hanno sviluppato un interesse per il confucianesimo coreano che, dal XIV secolo in poi, si affermò come fattore primario di governo ed indispensabile strumento di controllo e coesione della società al servizio di un'élite appena sorta all'interno della Corea.
Culturalmente, le arti ancora mantengono le principali tradizioni: la ceramica coreana, la cerimonia del tè coreana, i giardini coreani e la disposizione dei fiori coreani seguono tutti i principi e l'estetica confuciani. La calligrafia erudita e la maggior parte della poesia seria continuano ancora questa eredità, anche se in misura molto minore. Nei film, le storie scolastiche di costume e di situazioni comiche ambientate nei contesti scolastici si prestano bene alla satira sul confucianesimo dei primi scritti. La lealtà alla scuola e la devozione agli insegnanti è ancora un genere importante nelle commedie popolari.

## Arte confuciana coreana
Vedi anche: Arte coreana, Ceramica coreana
L'arte confuciana coreana e la filosofia confuciana coreana ebbero grandi e profondi effetti sulla cultura coreana.

## Cerimonie confuciane
Le più importanti cerimonie del confucianesimo coreano erano quelle che celebravano l'avvento della maggiore età, il matrimonio, la morte, come anche l'anniversario della morte degli antenati. Non a caso i funerali avevano l'impatto maggiore sulla vita delle persone comuni. Benché il confucianesimo non sia più l'ideologia dominante, la sua influenza sulla società coreana contemporanea non è difficile da individuare.

## Il futuro del confucianesimo coreano
I confuciani contemporanei stanno tentando di ricreare istituzioni scolastiche o universitarie di ispirazione confuciana che possano formare una nuova generazione di studiosi. In molte città coreane, inoltre, gli antichi templi confuciani sono in corso di restauro per fini turistici.